# Arrondissement Roeselare
Het arrondissement Roeselare is een van de acht arrondissementen van de provincie West-Vlaanderen in België. Het arrondissement heeft een oppervlakte van 273,82 km² en telde 160.636 inwoners op 1 januari 2025.
Het arrondissement is enkel een bestuurlijk arrondissement. Gerechtelijk was het merendeel van de gemeenten tot in 2014 onderdeel van het voormalige gerechtelijk arrondissement Kortrijk (behalve de gemeenten Moorslede en Staden, die deel uitmaakten van het voormalige gerechtelijk arrondissement Ieper, en de gemeente Lichtervelde, die tot het voormalige gerechtelijk arrondissement Brugge behoorde). Vanaf 1 april 2014 behoort het arrondissement Roeselare tot het gerechtelijk arrondissement West-Vlaanderen.
Tot 2006 was dit arrondissement ook een afzonderlijk kiesarrondissement. Sinds 2012 behoort het tot het kiesarrondissement Roeselare-Tielt.

## Geschiedenis
Het arrondissement Roeselare ontstond in 1818 door afscheiding van het kanton Ardooie van het arrondissement Brugge, het kanton Hooglede van het arrondissement Ieper en het kanton Roeselare van het arrondissement Kortrijk.
In 1823 werden een aantal gemeenten van de opgeheven arrondissementen Menen, Torhout en Wakken samen met een aantal gemeenten van het arrondissement Ieper aangehecht.
In 1971 werd een klein gebiedsdeel van Staden afgestaan aan het arrondissement Diksmuide.
In 1977 werd de gemeente Ardooie afgestaan aan het arrondissement Tielt.

## Administratieve indeling

### Structuur
| Roeselare        | Roeselare        | Supranationaal         | Nationaal                         | Nationaal                 | Gemeenschap               | Gewest                    | Provincie       | Arrondissement  | Provinciedistrict | Kanton          | Gemeente        | District         |
| ---------------- | ---------------- | ---------------------- | --------------------------------- | ------------------------- | ------------------------- | ------------------------- | --------------- | --------------- | ----------------- | --------------- | --------------- | ---------------- |
| Administratief   | Niveau           | Europese Unie          | België                            | België                    | Vlaanderen                | Vlaanderen                | West-Vlaanderen | Roeselare       | Roeselare         | Roeselare       | 8               | -                |
| Administratief   | Bestuur          | Europese Commissie     | Belgische regering                | Belgische regering        | Vlaamse regering          | Vlaamse regering          | Deputatie       | Deputatie       | Deputatie         | Deputatie       | Gemeentebestuur | Districtscollege |
| Administratief   | Raad             | Europees Parlement     | Kamer van volksvertegenwoordigers | Vlaams Parlement          | Vlaams Parlement          | Vlaams Parlement          | Provincieraad   | Provincieraad   | Provincieraad     | Provincieraad   | Gemeenteraad    | Districtsraad    |
| Kiesomschrijving | Kiesomschrijving | Nederlands Kiescollege | Kieskring West-Vlaanderen         | Kieskring West-Vlaanderen | Kieskring West-Vlaanderen | Kieskring West-Vlaanderen | Roeselare-Tielt | Roeselare-Tielt | Roeselare         | 4               | 8               | -                |
| Verkiezing       | Verkiezing       | Europese               | Federale                          | Federale                  | Vlaamse                   | Vlaamse                   | Provincieraads- | Provincieraads- | Provincieraads-   | Provincieraads- | Gemeenteraads-  | Districtsraads-  |

Gemeenten:
- Hooglede
- Ingelmunster
- Izegem
- Ledegem
- Lichtervelde
- Moorslede
- Roeselare
- Staden

Deelgemeenten:
| - Beveren - Dadizele - Emelgem - Gits - Hooglede - Ingelmunster - Izegem |

| - Kachtem - Ledegem - Lichtervelde - Moorslede - Oekene - Oostnieuwkerke |

| - Roeselare - Rollegem-Kapelle - Rumbeke - Sint-Eloois-Winkel - Staden - Westrozebeke |

## Demografische evolutie
- Bron:NIS - Opm:1830 t/m 1980=volkstellingen; vanaf 1990= inwoneraantal per 1 januari

| Inwoners van jaar tot jaar op 1 januari 1992 tot heden | Inwoners van jaar tot jaar op 1 januari 1992 tot heden | Inwoners van jaar tot jaar op 1 januari 1992 tot heden |
| Jaar                                                   | Aantal                                                 | Evolutie: 1992=index 100                               |
| ------------------------------------------------------ | ------------------------------------------------------ | ------------------------------------------------------ |
| 1992                                                   | 138.405                                                | 100,0                                                  |
| 1993                                                   | 138.827                                                | 100,3                                                  |
| 1994                                                   | 139.058                                                | 100,5                                                  |
| 1995                                                   | 139.289                                                | 100,6                                                  |
| 1996                                                   | 139.612                                                | 100,9                                                  |
| 1997                                                   | 139.720                                                | 101,0                                                  |
| 1998                                                   | 140.113                                                | 101,2                                                  |
| 1999                                                   | 140.416                                                | 101,5                                                  |
| 2000                                                   | 140.465                                                | 101,5                                                  |
| 2001                                                   | 140.684                                                | 101,6                                                  |
| 2002                                                   | 140.949                                                | 101,8                                                  |
| 2003                                                   | 141.211                                                | 102,0                                                  |
| 2004                                                   | 141.306                                                | 102,1                                                  |
| 2005                                                   | 141.542                                                | 102,3                                                  |
| 2006                                                   | 142.060                                                | 102,6                                                  |
| 2007                                                   | 142.776                                                | 103,2                                                  |
| 2008                                                   | 143.609                                                | 103,8                                                  |
| 2009                                                   | 144.154                                                | 104,2                                                  |
| 2010                                                   | 145.024                                                | 104,8                                                  |
| 2011                                                   | 145.933                                                | 105,4                                                  |
| 2012                                                   | 146.706                                                | 106,0                                                  |
| 2013                                                   | 147.557                                                | 106,6                                                  |
| 2014                                                   | 148.150                                                | 107,0                                                  |
| 2015                                                   | 148.778                                                | 107,5                                                  |
| 2016                                                   | 149.697                                                | 108,2                                                  |
| 2017                                                   | 150.742                                                | 108,9                                                  |
| 2018                                                   | 151.873                                                | 109,7                                                  |
| 2019                                                   | 153.315                                                | 110,8                                                  |
| 2020                                                   | 154.494                                                | 111,6                                                  |
| 2021                                                   | 155.015                                                | 112,0                                                  |
| 2022                                                   | 156.309                                                | 112,9                                                  |
| 2023                                                   | 158.103                                                | 114,2                                                  |
| 2024                                                   | 159.509                                                | 115,2                                                  |
| 2025                                                   | 160.636                                                | 116,1                                                  |